# Weingasse 8 (Bad Kissingen)

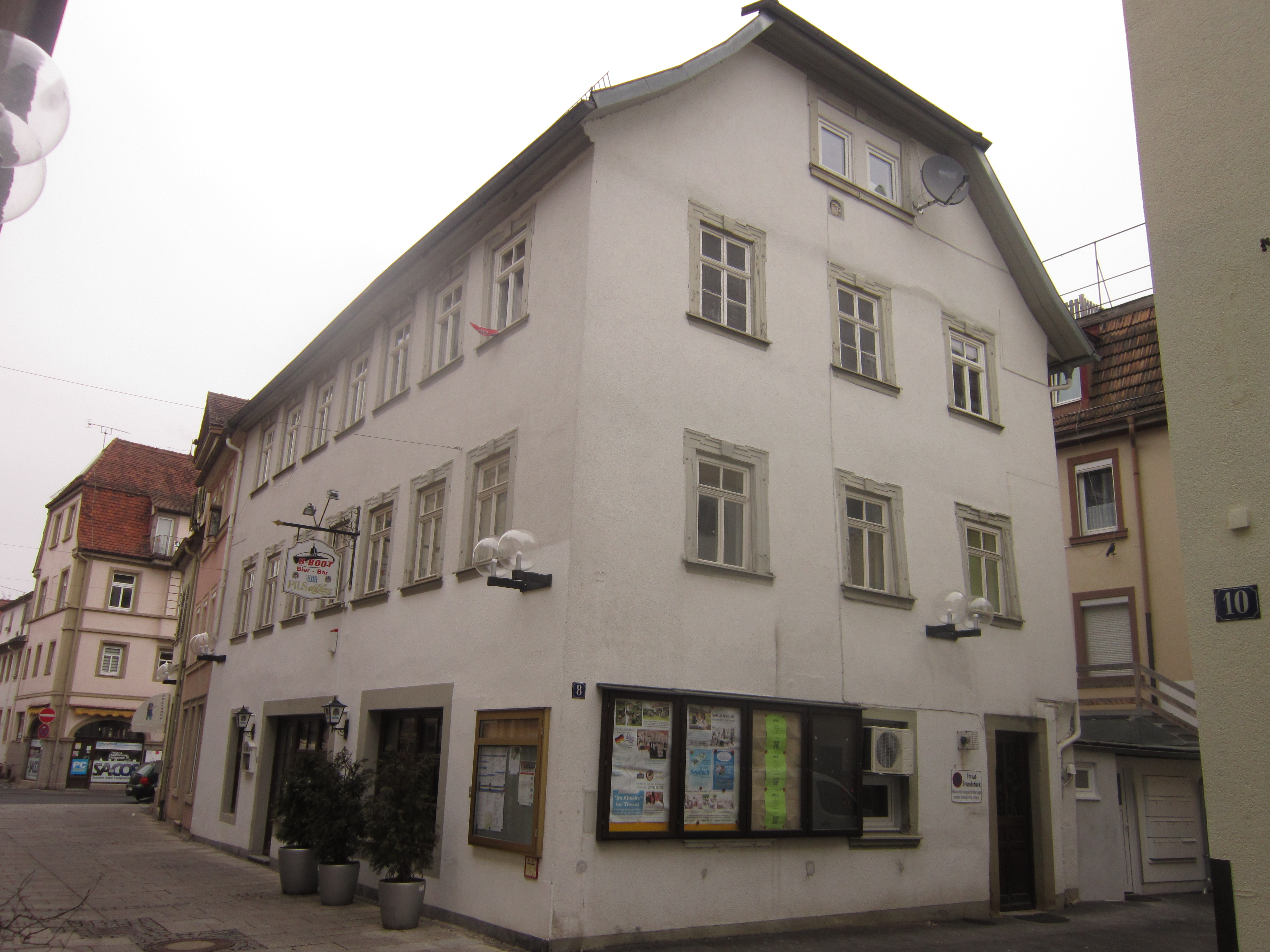
Weingasse 8 in Bad Kissingen

Das Gebäude Weingasse 8 in Bad Kissingen, der Großen Kreisstadt des unterfränkischen Landkreises Bad Kissingen, gehört zu den Bad Kissinger Baudenkmälern und ist unter der Nummer D-6-72-114-114 in der Bayerischen Denkmalliste registriert.

## Geschichte
Das Anwesen wurde im 18. Jahrhundert als dreigeschossiger Halbwalmdachbau errichtet. Die Bauzeit äußert sich in den charakteristischen Ohrungen mit Keilstein und fasziertem Profil an den Fensterrahmungen. Ein weiteres Charakteristikum für das 18. Jahrhundert ist der Anschein eines Steinbauses durch Verputz und Anstrich der Fensterrahmungen im Fachwerkhaus.
Das Gebäude ist in Bad Kissingen neben den Anwesen Marktplatz 5 und Obere Marktstraße 1 ein frühes Beispiel für den Bau größer dimensionierter, mehrere Parzellen zusammenführender Gebäude mt einem zusätzlichen dritten Obergeschoss.
Das Anwesen beherbergt heute Wohnungen und eine Gaststätte.